# 董存瑞 (电影)
《董存瑞》，1955年由郭维执导，张良、杨启天、张莹、周凋、任颐等主演的战争片。

## 剧情
中国抗日战争之际，董存瑞和好友郅顺义因为帮助在大日本帝国的扫荡中牺牲的区党委书记王平交党费而被破格允许参军，因为他们年龄不达标。抗日战争胜利后，中国共产党和中国国民党为争夺中国大陆政权爆发了第二次国共内战，在河北省承德市隆化县，国共双方展开争夺战，在戰鬥中，董存瑞接受上級命令去炸毀敵軍的碉堡。最終，他用手举着炸药包和碉堡同归于尽。

## 演出
| 演员   | 角色   | 备注 |
| 张良   | 董存瑞 |      |
| 张莹   | 赵连长 |      |
| 杨启天 | 郅振标 |      |
| 周凋   | 王平   |      |
| 任颐   | 罗志英 |      |
| 王寅申 | 牛玉合 |      |
| 王枫   | 王海山 |      |
| 冯宝   | 陈光廷 |      |

## 上映
导演郭维虽然拍摄了红色电影《董存瑞》，但是在1957年依然被打成右派分子。
《董存瑞》导演郭维在《大众电影》访谈时说：“‘英勇献身’是推测出来的，没人亲见，因后来在桥底发现了媳妇缝给董的袜底才猜想是他牺牲了。”
2013年，中国共产党中央委员会宣传部、中华人民共和国教育部、中国共青团团中央向中国大陆青少年推荐100种优秀图书、100部优秀影视片，该片入选。
2021年，《董存瑞》入选国家电影局开展的庆祝中国共产党成立100周年优秀影片展映展播的5月片单。